# Ferguslie-Halbinsel
Die Ferguslie-Halbinsel ist eine 2,5 km lange Halbinsel an der Nordküste von Laurie Island im Archipel der Südlichen Orkneyinseln. Sie liegt zwischen der Browns Bay und der Macdougal Bay. Das Kap Geddes bildet ihren nördlichen Endpunkt. Nordnordwestlich vorgelagert sind in rund 800 Meter Entfernung die Rudmose Rocks, eine Gruppe kleiner Felseninseln.
Teilnehmer der Scottish National Antarctic Expedition (1902–1904) kartierten die Halbinsel im Jahr 1903. Expeditionsleiter William Speirs Bruce benannte sie nach dem Wohnsitz seines Geldgebers James Coats Jr. im schottischen Paisley.